# Associazione Sportiva Pro Piacenza 1919 2014-2015
Questa voce raccoglie le informazioni riguardanti l'Associazione Sportiva Pro Piacenza 1919 nelle competizioni ufficiali della stagione 2014-2015.

## Stagione
Nella stagione 2014-2015 il Pro Piacenza partecipa alla terza serie nazionale, la Lega Pro e per la prima volta nella sua storia, a un campionato professionistico. La società sconta in questa stagione 8 punti di penalizzazione per aver utilizzato, durante il campionato di Serie D 2013-2014, un giocatore squalificato.
Il primo campionato in Lega Pro inizia con due vittorie, ai danni di Grosseto e Forlì, che permettono ai rossoneri di ridurre in breve tempo la partenza ad handicap. Nelle giornate seguenti arriverà anche lo scalpo del più quotato Pisa. Il campionato dei rossoneri prosegue con alterne fortune, al termine del girone d'andata la squadra si ritrova all'ultimo posto in graduatoria. Il mercato di gennaio vede l'arrivo di giocatori di spessore per la categoria, su tutti Danilo Alessandro, che permette al mister Arnaldo Franzini di avere più alternative in attacco, specialmente considerando la sterilità offensiva dei rossoneri nella prima parte della stagione. Dopo un lungo braccio di ferro con il San Marino, il Pro Piacenza riesce a relegare all'ultimo posto in classifica i biancoazzurri, e quindi, ad evitare la retrocessione diretta in Serie D. Si va definendo la griglia dei play-out, che vede i rossoneri fronteggiare il Gubbio.
Il 20 maggio 2015, a fine campionato, l'Arbitrato del CONI accoglie l'istanza della società per il "caso Santi" e dispone la riduzione dei punti di penalità da 8 a 5: vengono pertanto ridisegnati classifica e play-out, il Pro Piacenza guadagna la terz'ultima piazza e affronta il Forlì. All'andata l'incontro termina 2-1 per i rossoneri, e nella sfida di ritorno a Forlì, il Pro Piacenza riesce a difendere lo 0-0, ottenendo quindi la sua prima salvezza nei professionisti.

## Divise e sponsor
Lo sponsor tecnico per la stagione 2014-2015 è Erreà. Il main sponsor è invece la Ingegneria Biomedica Santa Lucia del Gruppo Giglio.
| Casa | Trasferta | Terza divisa |

## Organigramma societario
Area direttiva
- Presidente: Domenico Scorsetti
- Vice presidente: Pietro Tacchini
- Consiglieri: Alberto Burzoni, Enrico Molinari
- Direttore generale: Roberto Tagliaferri

Area organizzativa
- Team manager: Paolo Porcari
- Segretario generale: Gianni Carlo Sella, Giuseppina Spiaggi

Area comunicazione
- Responsabile area stampa e comunicazione: Lorenzo Piria

Area marketing
- Responsabile marketing: Samuele Bortolotto

Area tecnica
- Direttore sportivo: Riccardo Francani
- Allenatore: Arnaldo Franzini
- Fisioterapista: Andrea Cervini
- Preparatore atletico: Igor Bonazzi
- Preparatore dei portieri: Massimo Ferrari

Area sanitaria
- Responsabile sanitario: Giovanni Arata

## Rosa
| N. |                      | Ruolo | Calciatore            |
| -- | -------------------- | ----- | --------------------- |
|    | Italia (bandiera)    | P     | Enrico Alfonso        |
|    | Italia (bandiera)    | P     | Luca Donnarumma       |
|    | Italia (bandiera)    | P     | Matteo Iali           |
|    | Italia (bandiera)    | P     | Mattia Tabaglio       |
|    | Argentina (bandiera) | D     | Gino Ballarini        |
|    | Italia (bandiera)    | D     | Francesco Bini        |
|    | Italia (bandiera)    | D     | Alessandro Castellana |
|    | Italia (bandiera)    | D     | Stefano Ignico        |
|    | Italia (bandiera)    | D     | Christopher Petrini   |
|    | Italia (bandiera)    | D     | Daniele Rieti         |
|    | Senegal (bandiera)   | D     | Dembel Sall           |
|    | Italia (bandiera)    | D     | Jacopo Silva          |
|    | Senegal (bandiera)   | D     | Ansoumana Sané        |
|    | Italia (bandiera)    | C     | Fabio Aliboni         |
|    | Italia (bandiera)    | C     | Michael Bacher        |
|    | Italia (bandiera)    | C     | Gianluca Barba        |

| N. |                   | Ruolo | Calciatore                |
| -- | ----------------- | ----- | ------------------------- |
|    | Italia (bandiera) | C     | Lorenzo Marmiroli         |
|    | Italia (bandiera) | C     | Luca Matteassi (capitano) |
|    | Italia (bandiera) | C     | Gaetano Porcino           |
|    | Italia (bandiera) | C     | Giorgio Schiavini         |
|    | Italia (bandiera) | A     | Danilo Alessandro         |
|    | Italia (bandiera) | A     | Roberto Balduccelli       |
|    | Italia (bandiera) | A     | Luca Caboni               |
|    | Italia (bandiera) | A     | Marco Giovio              |
|    | Italia (bandiera) | A     | Daniele Mascolo           |
|    | Italia (bandiera) | A     | Pasquale Mazzocchi        |
|    | Italia (bandiera) | A     | Diego Mella               |
|    | Italia (bandiera) | A     | Giuseppe Pasaro           |
|    | Italia (bandiera) | A     | Riccardo Ravasi           |
|    | Italia (bandiera) | A     | David Speziale            |
|    | Italia (bandiera) | A     | Omar Torri                |

## Calciomercato

### Sessione estiva(dall'1/7 all'1/9)
| Acquisti | Acquisti            | Acquisti     | Acquisti   |
| R.       | Nome                | da           | Modalità   |
| -------- | ------------------- | ------------ | ---------- |
| P        | Enrico Alfonso      |              | svincolato |
| P        | Matteo Iali         | Castiglione  | definitivo |
| D        | Gino Ballarini      | Verona       | prestito   |
| D        | Francesco Bini      | Mantova      | definitivo |
| D        | Stefano Ignico      | Torino       | prestito   |
| D        | Ansoumana Sané      | Chievo       | prestito   |
| C        | Fabio Aliboni       | Lucchese     | definitivo |
| C        | Giorgio Schiavini   | Mantova      | definitivo |
| A        | Roberto Balduccelli | Royale Fiore | definitivo |
| A        | Luca Caboni         | Lucchese     | definitivo |
| A        | Pasquale Mazzocchi  | Verona       | prestito   |
| A        | Diego Mella         | Inter        | prestito   |
| A        | Gaetano Porcino     | Real Vicenza | svincolato |
| A        | Riccardo Ravasi     | Verona       | prestito   |
| A        | David Speziale      | Verona       | prestito   |
| A        | Omar Torri          | Real Vicenza | svincolato |

| Cessioni | Cessioni              | Cessioni           | Cessioni   |
| R.       | Nome                  | a                  | Modalità   |
| -------- | --------------------- | ------------------ | ---------- |
| D        | Simone Carminati      |                    | svincolato |
| D        | Umberto Colicchio     | Piacenza           | definitivo |
| D        | Giulio Melegari       |                    | svincolato |
| D        | Luca Santi            | Vigor Carpaneto    | definitivo |
| C        | Alessandro Cazzamalli | Castiglione        | svincolato |
| C        | Alessandro Cortesi    | AltoVicentino      | svincolato |
| C        | Simone Pessagno       |                    | svincolato |
| A        | Stefano Franchi       | Ciliverghe Mazzano | svincolato |
| A        | Michele Piccolo       | Fiorenzuola        | definitivo |

### Sessione invernale(dal 05/01 al 02/02)
| Acquisti | Acquisti          | Acquisti  | Acquisti   |
| R.       | Nome              | da        | Modalità   |
| -------- | ----------------- | --------- | ---------- |
| D        | Dembel Sall       | Bari      | prestito   |
| C        | Michael Bacher    | Pordenone | definitivo |
| C        | Gianluca Barba    | Atalanta  | prestito   |
| A        | Danilo Alessandro | Casertana | prestito   |
| A        | Marco Giovio      | Grosseto  | svincolato |
| A        | Daniele Mascolo   | Cremonese | prestito   |

| Cessioni | Cessioni           | Cessioni      | Cessioni      |
| R.       | Nome               | a             | Modalità      |
| -------- | ------------------ | ------------- | ------------- |
| P        | Luca Donnarumma    | Virtus Verona | prestito      |
| C        | Fabio Aliboni      | Massese       | svincolato    |
| A        | Pasquale Mazzocchi | Verona        | fine prestito |
| A        | Giuseppe Pasaro    | Formigine     | prestito      |
| A        | Riccardo Ravasi    | Verona        | fine prestito |
| A        | Omar Torri         | Monza         | definitivo    |

### Operazioni successive alla sessione invernale
| Acquisti | Acquisti            | Acquisti | Acquisti   |
| R.       | Nome                | da       | Modalità   |
| -------- | ------------------- | -------- | ---------- |
| D        | Christopher Petrini |          | svincolato |

| Cessioni | Cessioni | Cessioni | Cessioni |
| R.       | Nome     | a        | Modalità |
| -------- | -------- | -------- | -------- |

## Risultati

### Lega Pro

#### Girone di andata
| Arbitro: | Capone (Palermo) |

|  |           |             |
|  | Marcatori | 30’ Porcino |

| Arbitro: | Maggioni (Lecco) |

|                                   |           |  |
| Bini 5’ Porcino 12’ Schiavini 66’ | Marcatori |  |

| Arbitro: | Fourneau (Roma 1) |

|           |           |  |
| Romeo 89’ | Marcatori |  |

| Arbitro: | Schirru (Nichelino) |

|  |           |          |
|  | Marcatori | 69’ Gioè |

| Arbitro: | Amabile (Vicenza) |

|                                                         |           |  |
| Morbidelli 36’ Paponi 59’ (rig.) Cognigni 67’ Tulli 72’ | Marcatori |  |

| Arbitro: | Marinelli (Tivoli) |

|            |           |  |
| Caboni 43’ | Marcatori |  |

| Arbitro: | Bertani (Pisa) |

|           |           |  |
| Spanò 89’ | Marcatori |  |

| Arbitro: | Rossi (Rovigo) |

|           |           |            |
| Torri 62’ | Marcatori | 33’ Fofana |

| Arbitro: | Luciano (Lamezia Terme) |

|                                  |           |  |
| Ferrero 29’ Jara 32’ Poletti 59’ | Marcatori |  |

| Arbitro: | Baroni (Firenze) |

|  |           |              |
|  | Marcatori | 66’ Scappini |

| Arbitro: | Formato (Benevento) |

|              |           |             |
| Buonaiuto 7’ | Marcatori | 24’ Porcino |

| Arbitro: | Colarossi (Roma 2) |

|  |           |               |
|  | Marcatori | 71’ Germinale |

| Arbitro: | Viotti (Tivoli) |

|                            |           |  |
| Cellini 19’, 75’, 79’, 83’ | Marcatori |  |

| Arbitro: | Caso (Verona) |

|  |           |                                         |
|  | Marcatori | 18’ (rig.), 39’ Altinier 51’ Mustacchio |

| Arbitro: | Sassoli (Arezzo) |

|                         |           |  |
| Rădoi 54’ Guidone 90+1’ | Marcatori |  |

| Arbitro: | Catona (Reggio Calabria) |

|              |           |              |
| Matteassi 9’ | Marcatori | 28’ Di Santo |

| Arbitro: | Mancini (Fermo) |

|  |           |               |
|  | Marcatori | 80’ Matteassi |

| Arbitro: | Viotti (Tivoli) |

|           |           |  |
| Rieti 43’ | Marcatori |  |

| Arbitro: | Zanonato (Vicenza) |

|                             |           |                     |
| Lo Sicco 57’, 87’ Forte 67’ | Marcatori | 12’, 45’ Alessandro |

#### Girone di ritorno
| Arbitro: | Lanza (Nichelino) |

|                                           |           |                           |
| Alessandro 4’, 34’ Bini 66’ Matteassi 90’ | Marcatori | 21’ Pichlmann 55’ Gambino |

| Forlì 17 gennaio 2015, ore 17:00 CET 21ª giornata | Forlì            | 0 – 0 referto | Pro Piacenza | Stadio Tullo Morgagni (900 spett.)\| Arbitro: \| Ranaldi (Tivoli) \| |
| Arbitro:                                          | Ranaldi (Tivoli) |               |              |                                                                      |

| Arbitro: | Marini (Roma 1) |

|                              |           |  |
| Matteassi 70’ Speziale 90+5’ | Marcatori |  |

| Arbitro: | Pietropaolo (Modena) |

|                                    |           |                                                 |
| Konaté 2’ Deiola 17’ Colombini 81’ | Marcatori | 50’ Barba 76’ Matteassi 90+7’ (rig.) Alessandro |

| Arbitro: | Cifelli (Campobasso) |

|               |           |             |
| Matteassi 36’ | Marcatori | 59’ Tavares |

| Arbitro: | Strippoli (Bari) |

|          |           |  |
| Sini 66’ | Marcatori |  |

| Arbitro: | Giovani (Grosseto) |

|                               |           |  |
| Alessandro 6’ (rig.) Sall 10’ | Marcatori |  |

| Arbitro: | Piscopo (Imperia) |

|  |           |               |
|  | Marcatori | 3’ Castellana |

| Arbitro: | Di Ruberto (Nocera Inferiore) |

|                       |           |  |
| Alessandro 45’ (rig.) | Marcatori |  |

| Arbitro: | Formato (Benevento) |

|                           |           |              |
| Cabeccia 22’ Scappini 51’ | Marcatori | 65’ Speziale |

| Arbitro: | Morreale (Roma 1) |

|  |           |                                           |
|  | Marcatori | 28’ Masullo 61’ Donnarumma 90+1’ Lapadula |

| Arbitro: | Perotti (Legnano) |

|                                           |           |  |
| Finotto 27’, 89’ Zigoni 65’ Cottafava 73’ | Marcatori |  |

| Arbitro: | Mantelli (Brescia) |

|              |           |                           |
| Speziale 56’ | Marcatori | 39’ Cellini 45’ Belcastro |

| Arbitro: | Panarese (Lecce) |

|                |           |               |
| Berrettoni 46’ | Marcatori | 12’ Matteassi |

| Arbitro: | Serra (Torino) |

|              |           |             |
| Speziale 39’ | Marcatori | 87’ Guidone |

| Arbitro: | Rossi (Rovigo) |

|                           |           |               |
| Luperini 18’ De Cenco 43’ | Marcatori | 29’ Matteassi |

| Arbitro: | Illuzzi (Molfetta) |

|               |           |  |
| Matteassi 73’ | Marcatori |  |

| Arbitro: | Melidoni (Frattamaggiore) |

|  |           |         |
|  | Marcatori | 5’ Bini |

| Arbitro: | Tardino (Milano) |

|              |           |               |
| Speziale 49’ | Marcatori | 88’ Benedetti |

#### Play-out
| Arbitro: | Cifelli (Campobasso) |

|                                     |           |              |
| Matteassi 44’ Alessandro 62’ (rig.) | Marcatori | 35’ Arrigoni |

| Forlì 30 maggio 2015, ore 17:00 CEST Ritorno | Forlì              | 0 – 0 referto | Pro Piacenza | Stadio Tullo Morgagni (1 700 spett.)\| Arbitro: \| Illuzzi (Molfetta) \| |
| Arbitro:                                     | Illuzzi (Molfetta) |               |              |                                                                          |

### Coppa Italia Lega Pro

#### Fase eliminatoria a gironi
| Squadra      | P.ti | G | V | N | P | GF | GS | DR |
| ------------ | ---- | - | - | - | - | -- | -- | -- |
| Pavia        | 6    | 2 | 2 | 0 | 0 | 4  | 2  | +2 |
| Reggiana     | 3    | 2 | 1 | 0 | 1 | 2  | 2  | 0  |
| Pro Piacenza | 0    | 2 | 0 | 0 | 2 | 1  | 3  | -2 |

| Arbitro: | Mancini (Fermo) |

|  |           |           |
|  | Marcatori | 83’ Siega |

| Arbitro: | Sprezzola (Mestre) |

|                              |           |            |
| Ghiringhelli 30’ Carraro 77’ | Marcatori | 75’ Pasaro |

## Statistiche

### Statistiche di squadra
| Competizione          | Punti   | In casa | In casa | In casa | In casa | In casa | In casa | In trasferta | In trasferta | In trasferta | In trasferta | In trasferta | In trasferta | Totale | Totale | Totale | Totale | Totale | Totale | DR  |
| Competizione          | Punti   | G       | V       | N       | P       | Gf      | Gs      | G            | V            | N            | P            | Gf           | Gs           | G      | V      | N      | P      | Gf     | Gs     | DR  |
| --------------------- | ------- | ------- | ------- | ------- | ------- | ------- | ------- | ------------ | ------------ | ------------ | ------------ | ------------ | ------------ | ------ | ------ | ------ | ------ | ------ | ------ | --- |
| Lega Pro              | 40 (-5) | 19      | 8       | 5       | 6       | 21      | 18      | 19           | 4            | 4            | 11           | 13           | 32           | 38     | 12     | 9      | 17     | 34     | 50     | -16 |
| Play-out              | -       | 1       | 1       | 0       | 0       | 2       | 1       | 1            | 0            | 1            | 0            | 0            | 0            | 2      | 1      | 1      | 0      | 2      | 1      | +1  |
| Coppa Italia Lega Pro | -       | 1       | 0       | 0       | 1       | 0       | 1       | 1            | 0            | 0            | 1            | 1            | 2            | 2      | 0      | 0      | 2      | 1      | 3      | -2  |
| Totale                | -       | 21      | 9       | 5       | 7       | 23      | 20      | 21           | 4            | 5            | 12           | 14           | 34           | 42     | 13     | 10     | 19     | 37     | 54     | -17 |

### Andamento in campionato
La tabella seguente tiene conto della classifica avulsa nel calcolo della posizione in classifica.
| Giornata  | 1  | 2  | 3  | 4  | 5  | 6  | 7  | 8  | 9  | 10 | 11 | 12 | 13 | 14 | 15 | 16 | 17 | 18 | 19 | 20 | 21 | 22 | 23 | 24 | 25 | 26 | 27 | 28 | 29 | 30 | 31 | 32 | 33 | 34 | 35 | 36 | 37 | 38 |
| --------- | -- | -- | -- | -- | -- | -- | -- | -- | -- | -- | -- | -- | -- | -- | -- | -- | -- | -- | -- | -- | -- | -- | -- | -- | -- | -- | -- | -- | -- | -- | -- | -- | -- | -- | -- | -- | -- | -- |
| Luogo     | T  | C  | T  | C  | T  | C  | T  | C  | T  | C  | T  | C  | T  | C  | T  | C  | T  | C  | T  | C  | T  | C  | T  | C  | T  | C  | T  | C  | T  | C  | T  | C  | T  | C  | T  | C  | T  | C  |
| Risultato | V  | V  | P  | P  | P  | V  | P  | N  | P  | P  | N  | P  | P  | P  | P  | N  | V  | V  | P  | V  | N  | V  | N  | N  | P  | V  | V  | V  | P  | P  | P  | P  | N  | N  | P  | V  | V  | N  |
| Posizione | 20 | 20 | 20 | 20 | 20 | 20 | 20 | 20 | 20 | 20 | 20 | 20 | 20 | 20 | 20 | 20 | 20 | 20 | 20 | 19 | 20 | 19 | 19 | 19 | 20 | 19 | 19 | 18 | 19 | 19 | 19 | 19 | 19 | 19 | 20 | 19 | 19 | 18 |

Legenda:

Luogo: C = Casa; T = Trasferta. Risultato: V = Vittoria; N = Pareggio; P = Sconfitta.